# Двочастковий граф

Приклад двочасткового графа

У математиці двочастковий граф (також біграф, двочастинний або дводольний граф) — граф, множину вершин якого можна розбити на дві підмножини, що не перетинаються, так, що кожне ребро графа має одну вершину з першої підмножини і одну з другої.

## Визначення

Повний двочастковий граф

Неорієнтовний граф {\displaystyle G=(W,E)\,} називається двочастковим, якщо множина його вершин розбита на дві непорожні підмножини {\displaystyle U\cup V=W,}[джерело?] так, що
- жодна вершина в {\displaystyle U\,} не з'єднана з вершинами в {\displaystyle U\,} і
- жодна вершина в {\displaystyle V\,} не з'єднана з вершинами в {\displaystyle V\,}

Двочастковий граф називається повним, якщо для кожної пари вершин {\displaystyle u\in U,v\in V} існує ребро {\displaystyle (u,v)\in E}. Для
{\displaystyle |U|=i,|V|=j\,}
такий граф позначається {\displaystyle K_{i,j}\,}

## Властивості
- Неорієнтований граф є двочастковим тоді й лише тоді, коли він не містить циклів непарної довжини[1][2].
- Граф є двочастковим тоді й лише тоді, коли його хроматичне число дорівнює 2[3].

## Приклади
- Усі дерева є двочастковими графами.
- Цикли з парною кількістю вершин є двочастковими графами.
- Планарний граф у якого всі грані мають парну кількість ребер.